# Acetes indicus
Acetes indicus är en kräftdjursart som beskrevs av H. Milne Edwards 1830. Acetes indicus ingår i släktet Acetes och familjen Sergestidae. Inga underarter finns listade i Catalogue of Life.